# Gizdavac
Gizdavac falu Muć községben Horvátországban Split-Dalmácia megyében.

## Fekvése
Split központjától légvonalban 16, közúton 26 km-re északra, községközpontjától légvonalban 4, közúton 8 km-re délre, a Dalmát Zagora központi részén, a Moseć-hegység lábánál fekszik.

## Története
A középkorban területe a zminai plébániához tartozott, de ebből az időből kevés információ áll rendelkezésre. 1685-ben a ferencesek Boszniából és Hercegovinából telepítettek be új lakosságot. A sinji kolostorból kiküldött szerzetesek egyházi szolgálatát Prugovóból látták el, melynek plébániáját 1690-ben alapították. 1797-ben a Velencei Köztársaság megszűnésével a település a Habsburg Birodalom része lett. 1806-ban Napóleon csapatai foglalták el és 1813-ig francia uralom alatt állt. Napóleon bukása után ismét Habsburg uralom következett, mely az első világháború végéig tartott. A falunak 1857-ben 263, 1910-ben 336 lakosa volt. Az I. világháború után rövid ideig az Olasz Királyság, ezután a Szerb-Horvát-Szlovén Királyság, majd Jugoszlávia része lett. A második világháború idején olasz csapatok szállták meg. A háború után a település a szocialista Jugoszlávia része lett. 1991-től a független Horvátországhoz tartozik. Lakossága 2011-ben 127 fő volt.

## Lakosság
| Lakosság változása | Lakosság változása | Lakosság változása | Lakosság változása | Lakosság változása | Lakosság változása | Lakosság változása | Lakosság változása | Lakosság változása | Lakosság változása | Lakosság változása | Lakosság változása | Lakosság változása | Lakosság változása | Lakosság változása | Lakosság változása |
| ------------------ | ------------------ | ------------------ | ------------------ | ------------------ | ------------------ | ------------------ | ------------------ | ------------------ | ------------------ | ------------------ | ------------------ | ------------------ | ------------------ | ------------------ | ------------------ |
| 1857               | 1869               | 1880               | 1890               | 1900               | 1910               | 1921               | 1931               | 1948               | 1953               | 1961               | 1971               | 1981               | 1991               | 2001               | 2011               |
| 263                | 250                | 250                | 261                | 303                | 336                | 336                | 370                | 308                | 291                | 264                | 165                | 143                | 109                | 101                | 127                |